# Alexis Razoumovski
Pour les articles homonymes, voir Razoumovski.

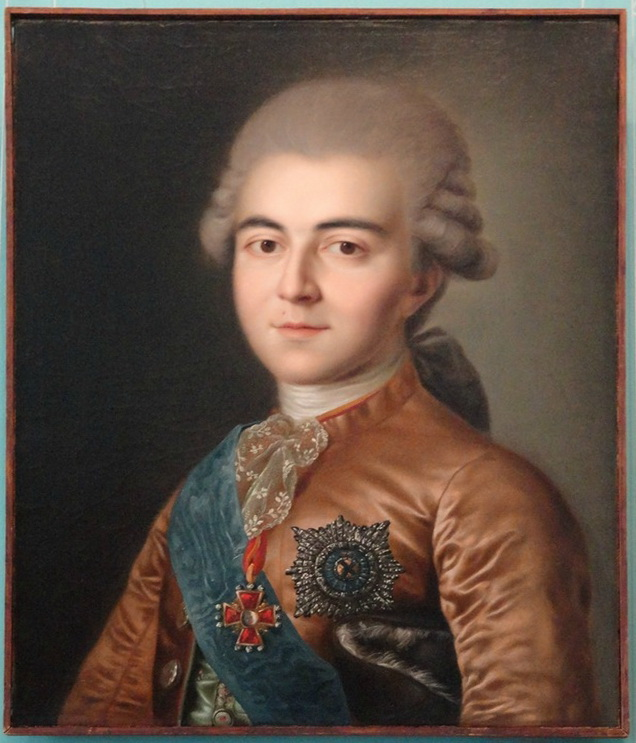
Comte Alexis G. Razoumovski.

Le comte Alexis Grigorievitch Razoumovski (en ukrainien : Олексій Григорович Розумовський; en russe : Алексей Григорьевич Разумовский) (1709-1771), est un ancien cosaque ukrainien qui fut l'amant et sans doute l'époux secret de l'impératrice Élisabeth Ire de Russie. Son frère, le comte Cyril Grigoriévitch, dernier hetman des cosaques de Petite-Russie, est l'ancêtre des Razoumowski actuels.

## Jeunesse
Fils de Grégoire Iakovlievitch Rozoum (ou Razoum), fermier cosaque libre, Alexis Grigorievitch naquit le 17 mars 1709 (28 mars dans le calendrier grégorien) à Lemiechi, près de Tchernigov. Il chantait à l'église du bourg. Or, un courtisan de l'impératrice Anne, le colonel Vichnievski, venu recruter des chanteurs pour la chorale impériale, remarqua ses capacités vocales et emmena le jeune homme - d'une très grande beauté et fort ambitieux - à Saint-Pétersbourg.
Sa beauté fut remarquée aussi par la fille de Pierre le Grand, Élisabeth, dont les projets de mariage avaient échoué. En 1732, il devient son favori. Ayant perdu rapidement ses capacités vocales, il quitta la chorale et s'occupa de l'organisation matérielle de sa Maison, parmi les gens de sa suite, et fut ensuite nommé Kammerjunker, titre mineur de la table des rangs.

## Favori impérial

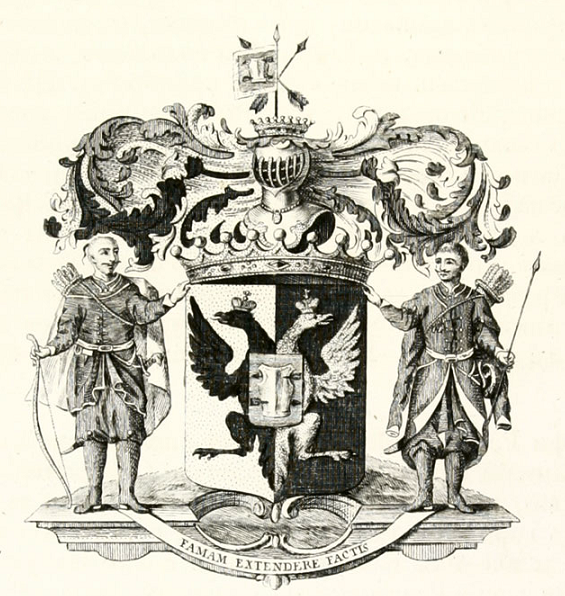
Armes des comtes Razoumowsky, portant haut l'aigle bicéphale éployée, symbole de la faveur impériale, et tenues par deux cosaques armés, rappelant l'origine de la célèbre famille.

Quelques années plus tard, l'impératrice de Russie fut portée sur le trône par un coup d'état, en 1741, auquel Alexis Grigorievitch participa ; il fut alors nommé général-lieutenant, puis, l'année suivante, après le couronnement, maréchal de la Cour.
L'impératrice lui conféra l'ordre de Saint-André, réservé aux membres de la famille impériale et aux plus hauts personnages de l'État, ainsi que l'ordre de Saint-Alexandre Nevski. Il fut apanagé, notamment près de Moscou.
Deux ans plus tard, en 1744, l'empereur Charles VII lui conféra le titre de comte du Saint-Empire, et l'année suivante, il fut titré comte russe par Élisabeth : Alexis était au faîte de sa gloire.
En fait, Alexis ne jouait alors aucun rôle politique ; on le surnommait l'empereur de nuit. Ses titres, ses fonctions (en 1756, il est nommé maréchal) et ses richesses octroyés par l'impératrice servaient ainsi à annihiler toute velléité d'ambition politique. Ses appartements donnaient directement dans ceux de la tsarine.
Élisabeth était une intellectuelle raffinée et elle se rapprocha ensuite d'Ivan Chouvalov, plus jeune et plus cultivé qu'Alexis, qui la conseilla dans la création de l'académie des Beaux-Arts de Saint-Pétersbourg. Le comte Razoumovski, quant à lui, toujours féru d'art musical, entraînait l'impératrice dans son goût de la musique, des chœurs d'église, des concerts et des bals.
Il était proche du chancelier Alexis Bestoujev-Rioumine et grâce à lui obtint pour son frère Cyril le poste honorifique de président de l'académie des sciences de Russie.

## Fin de carrière

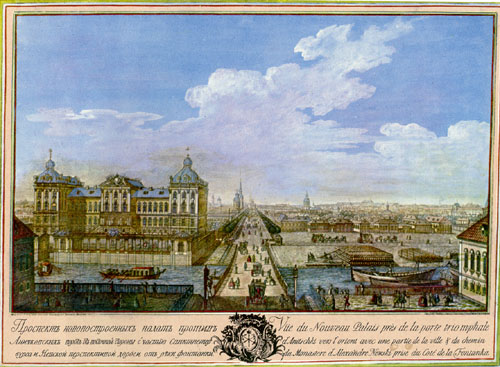
Le comte Razoumovski possédait entre autres le palais Anitchkov à Saint-Pétersbourg.

À la fin de sa vie, Élisabeth avait fait promettre à son neveu, le futur Pierre III, de ne pas écarter ses favoris. 
En 1759, le comte intrigua pour modifier la règle de succession impériale au profit de Catherine II, et fut provisoirement exilé. Rappelé en 1762, il démissionna de toutes ses charges et quitta le palais d'Hiver pour le palais Anitchkov, que la défunte impératrice lui avait offert. 
Il mourut paisiblement le 6 juillet 1771 (17 juillet dans le calendrier grégorien) à Saint-Pétersbourg.
Il fut enterré en l'église de l'Annonciation de la laure Alexandre-Nevski. 

## Mariage et postérité légendaires
Selon certaines sources, postérieures à son décès, le comte se serait secrètement (morganatiquement) marié à Élisabeth Pétrovna en 1742, à Perovo, près de Moscou. Selon ces mêmes sources, il aurait plus tard, à la requête de Catherine II, détruit les papiers faisant état de ce mariage... lequel n'a jamais été ensuite confirmé ou étayé.
On ne lui connaît non plus aucune postérité reconnue, bien qu'une aventurière, vraisemblablement allemande ou polonaise, se prétendant princesse Élisabeth Alexéïevna Tarakanova ait prétendu en France être le fruit des amours du comte et d'Élisabeth Pétrovna. La menace fut jugée suffisamment sérieuse par Catherine II (ces révélations survenant au même moment que l'insurrection du célèbre imposteur Émilien Pougatcheff, avec lequel la princesse correspondait) pour qu'elle fasse enlever et amener en Russie l'encombrante aventurière par le comte Alexis Orloff (1737-1808). Laquelle princesse mourut en détention, vraisemblablement de tuberculose (1775).